# گذرگاه شانهای
گذرگاه شانهای (به انگلیسی: Shanhai Pass) یا شانهایگوان (چینی ساده‌شده: 山海关; چینی سنتی: 山海關; پین‌یین: Shānhǎi Guān; ت.ت. 'گذرگاه کوه و دریا') انتهای شرقی دیوار بزرگ چین و یکی از مهم‌ترین گردنه‌های کوهستانی آن است. این گذرگاه بر باریک‌ترین نقطه استراتژیک در دالان لیائوکسی تسلط دارد، که یک مسیر ساحلی حیاتی بین شمال چین و شمال شرقی چین محسوب می‌شود. این گذرگاه در شهرستان شانهایگوان، کینگهوانگداو، هبئی، در ساحل شرقی رود شی بین کوه‌های یان و ساحل خلیج لیائودونگ واقع شده است.
در سال ۱۹۶۱، این گذرگاه به عنوان یکی از مکان‌های تاریخی و فرهنگی مهم تحت حفاظت ملی توسط شورای دولتی جمهوری خلق چین انتخاب شد، و در سال ۱۹۸۷ به عنوان بخشی از دیوار بزرگ چین در فهرست میراث جهانی یونسکو ثبت شد.
این گذرگاه یک مقصد گردشگری محبوب در انتهای شرقی دیوار بزرگ مینگ است. مکانی که دیوار به دریای بوهای می‌رسد، به نام «سر اژدهای قدیمی» (老龙头) معروف است. این گذرگاه در حدود ۳۰۰ کیلومتر (۱۹۰ مایل) شرق پکن قرار دارد و از طریق اتوبان جینگ‌شن که به سمت شمال شرق به شنیانگ می‌رود، قابل دسترسی است.
در طول تاریخ چین، این گذرگاه به عنوان یک پایگاه دفاعی خط مقدم در برابر گروه‌های قومی از شمال شرقی چین (منچوری)، از جمله مردم خیتان و مردم جورجی (منچو) عمل می‌کرد. گذرگاه شانهای انتهای شرقی دیوار بزرگ مینگ است و اولین مانع برای محافظت از مرزها محسوب می‌شود، به همین دلیل به آن «اولین گذرگاه زیر آسمان» (天下第一关) می‌گویند.

## پیشینه
گذرگاه شانهای در جنوب کوه یان و شمال دریای بوهای قرار دارد و برای قرن‌ها از گذرگاه باریکی که شمال‌شرقی چین را به شرق مرکزی چین متصل می‌کرد، محافظت می‌کرد. در دوره‌های چی شمالی، دودمان سوئی و دودمان تانگ، گذرگاه‌هایی در این منطقه ساخته شدند. این مکان در دوره دودمان تانگ با نام یوگوان شناخته می‌شد و تا سال ۷۸۵ میلادی، یک پادگان در آنجا مستقر شد. بعدها، هشت پادگان دیگر نیز از یوگوان تا جینیوکو تأسیس شدند.
در دوران تانگ متأخر و دوره پنج دودمان و ده پادشاهی، این منطقه تحت کنترل حکام خودمختار قرار داشت. تا دوره پنج دودمان، به‌جز یوگوان، سایر پادگان‌ها از بین رفته بودند. پس از آن، منطقه و گذرگاه‌ها تحت سلطه دودمان لیائو قرار گرفتند. لیائوها شهر چیانمین را در شرق یوگوان، در محدوده کنونی شانهای‌گوان، بنیان نهادند. در دوره‌های دودمان جین (۱۱۱۵–۱۲۳۴) و دودمان یوآن، پادگان‌هایی در این ناحیه ساخته شدند.
در سال ۱۳۸۱ میلادی، ژنرال ژو دا از دودمان مینگ دستور یافت تا گذرگاه‌های قدیمی یونگ‌پینگ (永平) و جی‌لینگ (界岭) را تعمیر کند. از این بازسازی‌ها، گذرگاه فعلی شکل گرفت که به دلیل موقعیتش بین کوه‌ها و دریا، شانهای‌گوان (به‌معنای «گذرگاه کوه-دریا») نامیده شد. در اواخر قرن شانزدهم، ژنرال مشهور چی جی‌گوانگ استحکامات گسترده‌ای را در اطراف این گذرگاه ساخت. او شهرها و دژهای نظامی را در شرق، جنوب و شمال گذرگاه بنا کرد و شانهای‌گوان را به یکی از مستحکم‌ترین گذرگاه‌های چین تبدیل نمود.
در دوران امپراتور چیان‌لونگ از دودمان چینگ، گذرگاه شانهای به مرکز شهرستان لینیو (临榆县城) تبدیل شد و تحت حوزه قضایی فرمانداری یونگ‌پینگ (永平府) قرار گرفت. در اواخر دودمان چینگ، دژهای متعددی برای تقویت دفاع ساحلی ساخته شدند. در دوران جمهوری چین، این گذرگاه به‌صورت متوالی تحت کنترل دارودسته فنگتیان به رهبری ژانگ زولین، دولت ملی چین تحت چیانگ کای‌شک، ارتش امپراتوری ژاپن و منطقه نظامی جیرلیا (冀热辽军区) بود. در ۲۷ نوامبر ۱۹۴۸، این منطقه توسط ارتش میدانی شمال‌شرقی حزب کمونیست چین تصرف شد. پس از تأسیس جمهوری خلق چین، شانهای‌گوان ابتدا تحت استان لیاوشی و سپس تحت هبئی قرار گرفت.
امروزه، گذرگاه شانهای یکی از بهترین بخش‌های باقی‌مانده و محافظت‌شده دیوار بزرگ چین به‌شمار می‌رود.

## ساختار

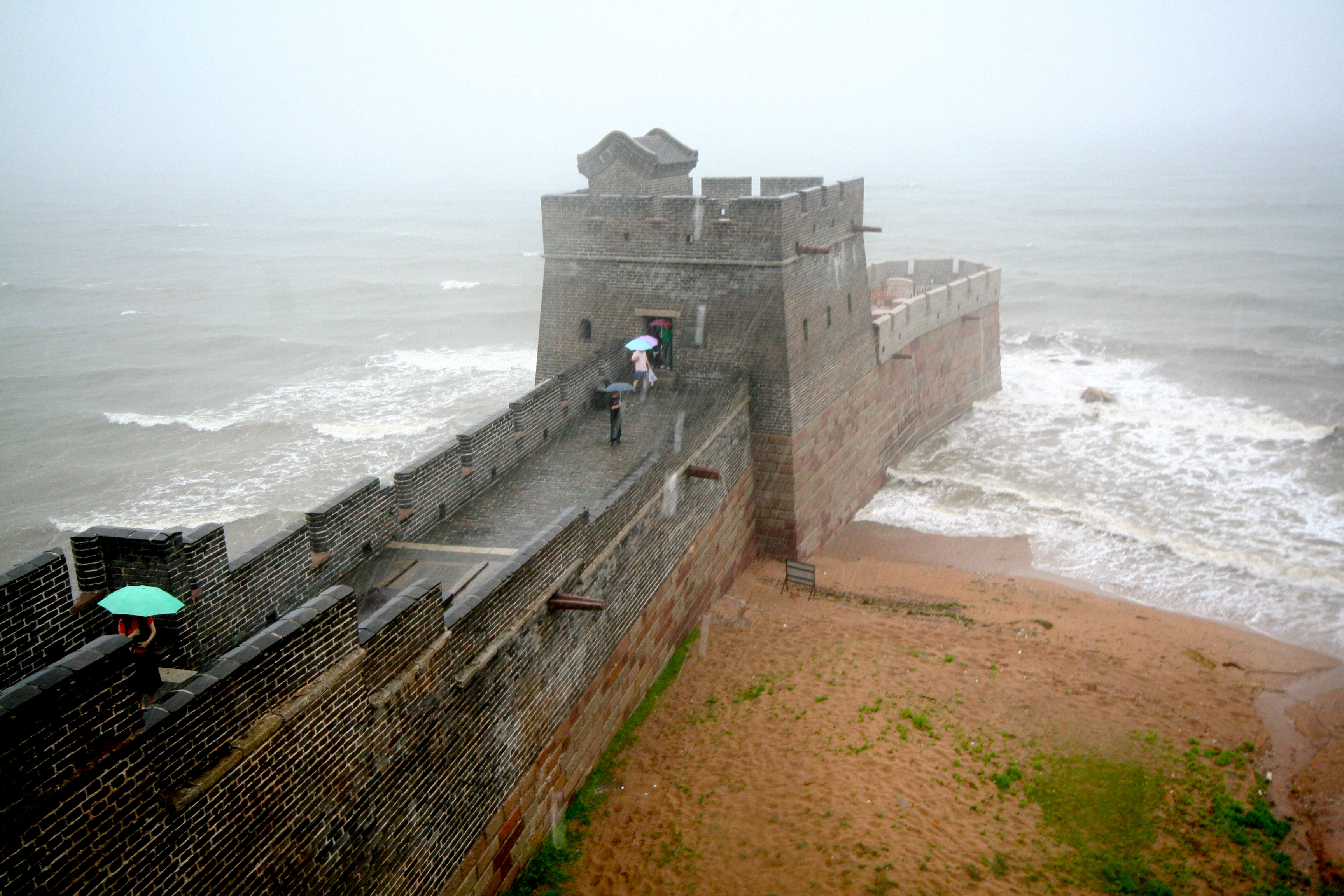
گذرگاه شانهای جایی است که دیوار بزرگ چین به اقیانوس آرام (در دریای بوهای) می‌رسد.

گذرگاه شانهای به شکل مربع ساخته شده است و محیط آن حدود ۴ کیلومتر است. دیوارهای این گذرگاه ۱۴ متر ارتفاع دارند و ضخامت آن‌ها به ۷ متر می‌رسد. در سه سمت شرقی، جنوبی و شمالی، گذرگاه با خندقی عمیق و وسیع احاطه شده است که پل‌های متحرک بر روی آن قرار دارند. در میانه گذرگاه نیز یک برج ناقوس بلند ساخته شده است.
این گذرگاه در گذشته دارای چهار دروازه (門; mén) در چهار سمت خود بود:
- دروازه ژندونگ (鎮東門) در دیوار شرقی
- دروازه یینگ‌ئن (迎恩門) در دیوار غربی
- دروازه وانگ‌یانگ (望洋門) در دیوار جنوبی
- دروازه وی‌یوان (威遠門) در دیوار شمالی

بااین‌حال، به‌دلیل عدم مرمت در طول قرن‌ها، امروزه تنها دروازه ژندونگ باقی مانده است. این دروازه از همه مهم‌تر بود زیرا رو به بیرون گذرگاه و به سمت پکن قرار داشت.